# 阿什利·哈钦森
阿什利·哈钦森（英語：Ashley Hutchinson，1979年5月9日—），澳大利亚男子自行车运动员。他曾代表澳大利亚参加2002年和2006年英联邦运动会自行车比赛，获得一枚金牌和二枚银牌。